# Phylica litoralis
Phylica litoralis är en brakvedsväxtart som först beskrevs av Christian Friedrich Frederik Ecklon och Zeyh., och fick sitt nu gällande namn av David Nathaniel Friedrich Dietrich. Phylica litoralis ingår i släktet Phylica och familjen brakvedsväxter. Inga underarter finns listade i Catalogue of Life.